# Rotondi
Rotondi – miejscowość i gmina we Włoszech, w regionie Kampania, w prowincji Avellino.
Według danych na 1 stycznia 2022 roku gminę zamieszkiwały 3424 osoby (1717 mężczyzn i 1707 kobiet).